# Сирена (автоматизована система)
Сирена (СИстема РЕзервування На Авіалініях) — назва радянських спеціалізованих автоматизованих систем резервування авіаквитків Аерофлоту. Головний конструктор: В.О. Жожикашвілі (ІПУ). Розробка була розпочата в середині 1960-х років, перша черга — Сирена-1 — була запущена 21 квітня 1972 року. Система працювала на спеціалізованих ЕОМ М-3000.
Сирена стала першою в СРСР глобальною системою масового обслуговування, що включала сотні термінальних станцій (робочих місць касирів), більше тисячі розкиданих по всьому СРСР комутаційних шаф та десятки центрів обробки та комутації повідомлень. Головний центр обробки базувався в Москві.
Розробники системи зіткнулися зі значними організаційними та технічними труднощами, в тому числі: нестача обчислювальних потужностей, незадовільна якість ліній зв'язку та транзисторної елементної бази тощо.
Комутаційні канали працювали на швидкості 600—1200 бод, в головному центральному комплексі забезпечувалось дублювання ЕОМ. Як швидкодіюча зовнішня пам'ять використовувались накопичувачі на магнітних барабанах. 
З 1973 по 1998 рік через Сирену було продано понад 100 млн. квитків.